# Pobrzeże
Pobrzeże – pas lądu rozciągający się wzdłuż brzegu morskiego, rzadziej dużego jeziora czy rzeki, stanowiący krainę geograficzną o indywidualnych cechach, na którą oddziałuje (m.in. klimatycznie, komunikacyjnie) woda tego akwenu.
Sąsiedztwo morza ma duży wpływ na warunki klimatyczne, hydrologiczne, ekologiczne i inne, także na strukturę gospodarki i aktywność ludzką (rybołówstwo, porty, turystyka, rekreacja itp.).
W Polsce wyróżniono 3 główne obszary pobrzeży Morza Bałtyckiego: Pobrzeże Szczecińskie, Pobrzeże Koszalińskie, Pobrzeże Gdańskie, które stanowią łącznie jednostkę fizycznogeograficzną – Pobrzeża Południowobałtyckie.